# 奧爾米格羅斯
奧爾米格羅斯（西班牙語：Hormigueros）是波多黎各的城鎮，位於該島西部，始建於1874年，面積29平方公里，該地區自公元前820年有人類居住，2010年人口17,250，人口密度每平方公里590人。